# NGC 1600
NGC 1600 es una galaxia elíptica situada en la constelación de Eridanus, a 149 millones de años luz de la Tierra. Fue descubierta por William Herschel el 26 de noviembre de 1786. En el centro de NGC 1600 se encuentra uno de los más grandes conocidos agujeros negros supermasivos.

## Galaxia
A menudo se describe como una galaxia aislada de tipo temprano; se sabe que tiene al menos 30 galaxias satélites más débiles, incluyendo NGC 1601 y NGC 1603. Se ha observado que la galaxia tiene isótopos en forma de caja y una pequeña rotación. La presencia de H-alfa indica una posible formación estelar en curso, y la galaxia es una fuente conocida de emisiones de rayos X. Se cree que NGC 1600 es el producto de una fusión de galaxias que tuvo lugar hace más de 4000 millones de años. Se estima que la edad de la galaxia es de 4600 a 8800 millones de años.

## Agujero negro supermasivo
NGC 1600 tiene una distribución difusa de estrellas cerca de su centro, causada por la influencia del agujero negro central de la galaxia. A pesar de que NGC 1600 tiene un tamaño típico, el agujero negro supermasivo de su centro es inusualmente grande, con una masa de 17 000 millones de masas solares, lo que lo convierte en uno de los mayores conocidos. Su masa se estima que es el 2% de la masa de toda la galaxia, que es diez veces más de lo esperado para un agujero negro central de una galaxia de esta masa. Cuando se determinó el tamaño del agujero negro en 2016, se descubrió que su ubicación era inusual en relación con la población de galaxias de la región. Anteriormente, los agujeros negros extremadamente grandes solo se encontraban en el corazón de grandes y densos cúmulos ricos; el grupo de galaxias en el que se encuentra NGC 1600 es solo un grupo de galaxias medio y no un cúmulo rico. Este descubrimiento podría significar poblaciones de agujeros negros muy grandes desconocidas hasta ahora, y que los modelos de crecimiento de los agujeros negros pueden ser incorrectos o incompletos.